# 12月23日
12月23日（じゅうにがつにじゅうさんにち）は、グレゴリオ暦で年始から357日目（閏年では358日目）にあたり、年末まであと8日ある。

## できごと
- 1493年 - ゲオルク・アルトの翻訳によるニュルンベルク年代記のドイツ語版が発刊される。
- 1588年 - ギーズ公アンリ1世が暗殺（英語版）される。
- 1672年 - ジョヴァンニ・カッシーニが土星の衛星レアを発見。
- 1783年 - アメリカ合衆国ジョージ・ワシントンが、大陸軍の最高司令官の辞任することを議会で演説した。
- 1806年 - ウィーン（オーストリア帝国）でベートーヴェンのヴァイオリン協奏曲が初演。
- 1823年 - 米国ニューヨーク州の新聞『センティネル』に匿名の作者による『クリスマスのまえのばん』の詩が掲載される。
- 1854年 （嘉永7年11月4日）- 安政東海地震発生。
- 1893年 - エンゲルベルト・フンパーディンクのオペラ『ヘンゼルとグレーテル』が初演。
- 1912年 - 北海道の夕張炭鉱でガス爆発事故が発生、死者216人。同炭鉱では同年4月29日にも大勢の死者が出る事故が起きたばかりであった[1]。
- 1913年 - 加藤高明らが立憲同志会（憲政会の前身）を結党。
- 1916年 - 第一次世界大戦: マグドハバの戦い。
- 1933年 - 日本共産党スパイ査問事件。日本共産党の宮本顕治らが中央委員の小畑達夫・大泉兼蔵を特高警察のスパイとして査問。数日のうちに小畑が死亡。
- 1941年 - 第二次世界大戦: ウェーク島の戦いが終結。日本軍がウェーク島を占領。
- 1942年 - 大日本言論報国会設立。
- 1947年 - ベル研究所で初めてトランジスタを公開。
- 1948年 - 極東国際軍事裁判で死刑判決を受けたA級戦犯7名の絞首刑を執行。
- 1948年 - 衆議院解散（馴れ合い解散）。
- 1956年 - 石橋湛山内閣が発足。組閣が遅れ、首相の石橋湛山が一時全閣僚を兼任。
- 1956年 - 競馬の第1回中山グランプリ（翌年より有馬記念に改称）を中山競馬場で開催。
- 1958年 - 東京タワーの完工式。正式な営業を開始。
- 1964年 - 営団地下鉄東西線（現東京メトロ東西線）高田馬場駅 - 九段下駅間が開業。
- 1968年 - プエブロ号事件: 北朝鮮が11か月拘束していたプエブロ号の乗員82人を解放。
- 1975年 - 日本共産党が宗教決議を採択。
- 1979年 - アフガニスタン紛争: ソ連軍がアフガニスタンの首都カーブルを占領。
- 1982年 - 日本電信電話公社（電電公社）が東京都の渋谷駅、新宿駅、数寄屋橋公園などにカード式公衆電話第1号を設置。
- 1986年 - アメリカ合衆国の二人乗りプロペラ飛行機「ボイジャー」が世界初の無着陸・無給油の世界一周飛行を達成。
- 1986年 - 競艇の第一回賞金王決定戦競走最終日が住之江競艇場で行われ彦坂郁雄が初代優勝者となった。
- 1990年 - スロベニアでユーゴスラビアからの独立を問う住民投票。88%が独立に賛成。
- 1990年 - オグリキャップが有馬記念で優勝し引退。
- 2003年 - 名古屋ドル紙幣ばら撒き事件。
- 2005年 - 京都大学アメリカンフットボール部レイプ事件。
- 2008年 - ギニアでクーデターが起こる。
- 2009年 - 富山地方鉄道富山軌道線（富山都心線）丸の内 - 西町間開業と環状運転開始。
- 2011年 - 日本初の旅行会社専用列車、近畿日本鉄道15400系「かぎろひ」が運用開始[2]。
- 2012年 - 桜宮高校バスケットボール部体罰自殺事件が発生[3]。

## 誕生日

### 人物
- 1173年 - ルートヴィヒ1世、バイエルン公 (+ 1231年)
- 1605年（万暦33年11月14日）- 天啓帝、第16代明皇帝（+ 1627年）
- 1673年（延宝元年11月3日） - 山内豊隆、第6代土佐藩主（+ 1720年）
- 1732年 - リチャード・アークライト、発明家（+ 1792年）
- 1777年 - アレクサンドル1世、ロマノフ朝第10代ロシア帝国皇帝（+ 1825年）
- 1790年 - ジャン=フランソワ・シャンポリオン、考古学者（+ 1832年）
- 1799年 - カール・ブリューロフ、画家（+ 1852年）
- 1805年 - ジョセフ・スミス・ジュニア、末日聖徒イエス・キリスト教会設立者（+ 1844年）
- 1806年（文化元年11月14日） - 堀直格、第11代須坂藩主（+ 1880年）
- 1812年 - サミュエル・スマイルズ、作家（+ 1904年）
- 1850年 - オスカー・ストラウス、政治家（+ 1936年）
- 1862年（文久2年11月3日） - 分部光謙、第12代大溝藩主・子爵（+ 1944年）
- 1870年 - ジョン・マリン、画家、版画家（+ 1953年）
- 1874年 - 和田英作、洋画家（+ 1959年）
- 1882年 - 江崎利一、実業家 、江崎グリコ創業者（+ 1980年）
- 1883年 - 安倍能成、哲学者、教育者（+ 1966年）
- 1888年 - 森戸辰男、社会思想家、教育者（+ 1984年）
- 1902年 - 外村繁、小説家（+ 1961年）
- 1909年 - 中里恒子、小説家（+ 1987年）
- 1910年 - クルト・マイヤー、最年少の武装親衛隊少将（+ 1961年）
- 1911年 - 村上冬樹、俳優（+ 2007年）
- 1917年 - 浜田知明、版画家、彫刻家（+ 2018年）
- 1917年 - 水野良一、元プロ野球選手（+ 1999年）
- 1918年 - ヘルムート・シュミット、政治家、元ドイツ連邦首相（+ 2015年）
- 1919年 - 豊嶌雅男、元大相撲力士、関脇（+ 1945年）
- 1923年 - アントニ・タピエス、現代美術家（+ 2012年）
- 1927年 - トニー・ロイ、元プロ野球選手（+ 2010年）
- 1929年 - チェット・ベイカー、ジャズトランペッター（+ 1988年）
- 1929年 - 今井敬、実業家、第9代経団連会長
- 1931年 - マリア・ティーポ、ピアニスト（+ 2025年）
- 1933年 - 明仁、第125代天皇、上皇
- 1933年 - 阿部長久、元プロ野球選手
- 1934年 - 山本文郎、フリーアナウンサー（+ 2014年）
- 1938年 - ロバート・カーン、計算機科学者
- 1939年 - 水森亜土、イラストレーター、歌手
- 1940年 - 太田紘一、元プロ野球選手
- 1941年 - 中津文彦、作家（+ 2012年）
- 1942年 - 猿渡武嗣、元陸上競技選手（+ 1982年）
- 1943年 - 丸山健二、作家
- 1943年 - ミハイル・グロモフ、数学者
- 1943年 - シルヴィア、スウェーデン王妃
- 1945年 - つかせのりこ、声優（+ 1989年）
- 1950年 - ビセンテ・デル・ボスケ、元サッカー選手、指導者
- 1951年 - 笑福亭鶴瓶、落語家、お笑いタレント
- 1952年 - 内田康宏、政治家、愛知県岡崎市長
- 1952年 - 前田竹千代、お笑い芸人（元チャンバラトリオ）（+ 2008年）
- 1953年 - 野村須磨子、声優
- 1954年 - 庄野真代、歌手
- 1954年 - 盛田隆二、作家
- 1954年 - 谷口義明、天文学者
- 1954年 - 原田悠里、演歌歌手
- 1955年 - キース・カムストック、元プロ野球選手
- 1958年 - ダーク広和、奇術師
- 1959年 - 40代式守伊之助、大相撲行司
- 1960年 - 綾辻行人、推理作家
- 1960年 - 宮部みゆき、作家
- 1960年 - 城之内ミサ、作曲家、シンガーソングライター
- 1960年 - いのまたむつみ、イラストレーター、アニメーター （+ 2024年）
- 1962年 - 武藤敬司、プロレスラー
- 1962年 - トラン・アン・ユン、映画監督、脚本家
- 1962年 - 宮田天風、書道家
- 1963年 - 東直子、歌人、小説家、脚本家
- 1963年 - クラッシャー三浦、元プロボクサー、トレーナー
- 1964年 - 越和宏、スケルトン選手
- 1964年 - 小沢和義、俳優
- 1964年 - エディ・ヴェダー、ミュージシャン（パール・ジャム）
- 1965年 - ジョージマン北、お笑いタレント
- 1965年 - 野村万蔵、和泉流狂言師、二世野村与十郎
- 1965年 - おちまさと、プロデューサー、作詞家
- 1966年 - 鍵本聡、科学ライター、大学講師、株式会社KSプロジェクト代表取締役
- 1966年 - 岡本昭彦、実業家、吉本興業ホールディングス株式会社社長
- 1967年 - 松岡英明、ロックミュージシャン
- 1967年 - 渡辺球、小説家
- 1968年 - カーラ・ブルーニ、スーパーモデル、歌手
- 1968年 - マヌエル・リベラ＝オルティス、写真家
- 1969年 - 朝乃翔嚆矢、元大相撲力士
- 1969年 - 並木伸一、声優（+ 2020年）
- 1970年 - 下田美馬、プロレスラー
- 1970年 - 中西裕美子、声優
- 1970年 - NIGO、ファッションデザイナー、DJ
- 1970年 - ネイキッド・カウボーイ、大道芸人
- 1971年 - 山崎まさよし、シンガーソングライター
- 1971年 - コリー・ハイム、俳優
- 1971年 - 小林快次、古生物学者[4]
- 1972年 - 渡辺由架、元グラビアアイドル
- 1972年 - 近藤鉄太郎、アナウンサー
- 1974年 - 柴田倫世、フリーアナウンサー
- 1976年 - ブラッド・リッジ、元プロ野球選手
- 1976年 - ジルベルト・ゴドイフィリョ、バレーボール選手
- 1977年 - 久永辰徳、サッカー選手
- 1977年 - 上野水香、バレエダンサー
- 1977年 - ヤリ・マーエンパー、ミュージシャン
- 1977年 - 須磨ノ富士茂雄、元大相撲力士
- 1978年 - 柏原収史、俳優
- 1978年 - 矢田亜希子、女優、タレント
- 1978年 - 高橋奈七永、プロレスラー
- 1978年 - ビクター・マルティネス、元プロ野球選手
- 1979年 - 村上幸史、やり投選手
- 1980年 - 松本幸大、元プロ野球選手
- 1980年 - 小森孝憲、元プロ野球選手
- 1980年 - 伊藤綾子、元アナウンサー
- 1980年 - ガリーナ・エフレメンコ、フィギュアスケート選手
- 1980年 - 山本康平、俳優
- 1982年 - 大谷みつほ、タレント
- 1982年 - ログザナ・ルカ、フィギュアスケート選手
- 1983年 - 斉藤俊雄、元プロ野球選手
- 1983年 - ハンリー・ラミレス、プロ野球選手
- 1983年 - ジェイミー・シルバースタイン、フィギュアスケート選手
- 1984年 - 征矢学、プロレスラー
- 1984年 - なちゅ、タレント（元SDN48）
- 1984年 - DEM、ミュージシャン（Foxxi misQ）
- 1984年 - ジョシュ・サティン、元プロ野球選手
- 1984年 - ナダル、お笑い芸人（コロコロチキチキペッパーズ）
- 1985年 - 辻尾真二、元サッカー選手
- 1987年 - 倉科カナ、女優
- 1987年 - 寺田ちひろ、タレント
- 1987年 - アレクサンドラ・ザレツキー、フィギュアスケート選手
- 1988年 - 樫野有香、歌手（Perfume）
- 1988年 - 亀井絵里、元アイドル（元モーニング娘。）
- 1988年 - 阿部俊人、元プロ野球選手
- 1988年 - 山中達也、元プロ野球選手
- 1989年 - 佐保祐樹、元子役
- 1990年 - 芦田万莉恵、タレント、アイドル（元9nine）
- 1990年 - アンナ・マリア・ペレス・デ・タグレ、女優
- 1990年 - 猪本健太郎、元プロ野球選手
- 1990年 - ジェヒョ、アイドル（Block B）
- 1990年 - 林直次郎、ミュージシャン（平川地一丁目）
- 1990年 - ミッチ・ハニガー、プロ野球選手
- 1991年 - 石原美優、グラビアアイドル
- 1991年 - 藤井祐眞、バスケットボール選手
- 1991年 - ファニョニ・アラン、野球選手
- 1992年 - 高野光司、元サッカー選手
- 1992年 - 橘ゆりか、タレント、アイドル（元アイドリング!!!19号）
- 1992年 - 南梨央奈、AV女優
- 1992年 - 原田ゆか、ファッションモデル、タレント
- 1992年 - 大六野秀畝、陸上選手
- 1993年 - 大竹里歩、バレーボール選手
- 1993年 - 小島瑠璃子、タレント
- 1993年 - 小松準弥、俳優
- 1993年 - 中村児太郎 (6代目)、歌舞伎役者
- 1993年 - 安藤りな、プロ雀士
- 1995年 - 星野悠月、ファッションモデル
- 1997年 - 原田彩楓、声優
- 1998年 - 佐藤日向、女優、声優、歌手、アイドル（元さくら学院）
- 2000年 - 坂口渚沙、アイドル（LarmeR、元AKB48）
- 2001年 - 山中柔太朗、アイドル（M!LK）
- 2002年 - 伊福陽太、陸上競技選手
- 2002年 - 荒巻悠、プロ野球選手
- 2003年 - 有澤一華、アイドル（Juice=Juice）
- 生年不詳 - 高田麻衣子、プロ雀士
- 生年不詳 - 伊藤さや香、声優

### 人物以外（動物など）
- 2006年 - 愛浜、ジャイアントパンダ
- 2006年 - 明浜、ジャイアントパンダ

## 忌日
- 918年 - コンラート1世、東フランク王（* 890年）
- 1230年 - ベレンガリア、イングランド王リチャード1世の妃（* 1165年頃）
- 1307年（徳治2年11月28日）- 北条久時、鎌倉時代の武将、歌人（* 1272年）
- 1384年 - トマ・プレリュボヴィチ、エピロス専制侯
- 1539年（天文8年11月13日）- 一条房家、土佐国の国司（* 1475年）
- 1575年（天正3年11月21日）- 秋山虎繁（信友）、甲斐武田氏家臣（* 1527年）
- 1587年（天正15年11月24日）- 大宝寺義興、出羽国の戦国大名（* 1554年）
- 1588年 - アンリ1世、ユグノー戦争期のカトリック同盟主導者（* 1550年）
- 1600年（慶長5年11月18日）- 小野木重勝、戦国武将（* 1563年）
- 1601年（慶長6年11月29日）- 分部光嘉、戦国武将（* 1552年）
- 1610年（慶長15年11月9日）- 島津忠長、戦国武将（* 1551年）
- 1619年 - ヨーハン・ジギスムント、ブランデンブルク選帝侯（* 1572年）
- 1681年（天和元年11月14日）- 戸田氏信、第2代大垣藩主（* 1600年）
- 1722年（享保7年11月16日）- 土屋政直、江戸幕府老中、土浦藩主（* 1641年）
- 1745年 - ヤン・ディスマス・ゼレンカ、作曲家（* 1679年）
- 1749年（寛延2年11月14日）- 丸山権太左衛門、大相撲第3代横綱（* 1713年）
- 1789年 - シャルル・ミシェル・ド・レペー、教育者（* 1712年）
- 1795年 - ヘンリー・クリントン、アメリカ独立戦争期のイギリス軍北アメリカ総司令官（* 1738年）
- 1800年 - ヨーハン・フォン・エンター、法学者（* 1764年）
- 1834年 - トマス・ロバート・マルサス、経済学者（* 1766年）
- 1857年 - アシル・ドゥヴェリア、画家、イラストレーター、版画家（* 1800年）
- 1859年（安政6年11月30日）- 大久保忠愨、第8代小田原藩主（* 1829年）
- 1869年 - ユリアン・フォンタナ、法律家、著述家、起業家、作曲家（* 1810年）
- 1875年 - ジュール＝アンリ・ヴェルノワ・ド・サン＝ジョルジュ、劇作家（* 1799年）
- 1888年 - ローレンス・オリファント、作家、外交官、神秘主義者（* 1829年）
- 1891年 - ジョン・クレスウェル、第26代アメリカ合衆国郵政長官（* 1828年）
- 1895年 - ジョン・ハインド、天文学者（* 1823年）
- 1901年 - ジョセフ・ヘンリー・ギルバート（英語版）、農業化学者（* 1817年）
- 1907年 - ピエール・ジャンサン、天文学者（* 1824年）
- 1915年 - アーサー・ヒューズ、画家、イラストレーター（* 1831年）
- 1918年 - テレーズ・シュヴァルツェ、画家（* 1851年）
- 1928年 - 高畠素之、国家社会主義思想家（* 1886年）
- 1933年 - 藤沢利喜太郎、数学者、統計学者、教育学者（* 1861年）
- 1939年 - アントニー・フォッカー、飛行機技術者、フォッカー創業者（* 1890年）
- 1948年 - 広田弘毅、政治家、第32代内閣総理大臣（* 1878年）
- 1948年 - 東條英機、政治家、第40代内閣総理大臣（* 1884年）
- 1948年 - 松井石根、日本陸軍大将、中支那方面軍司令官（* 1878年）
- 1948年 - 板垣征四郎、日本陸軍大将、陸軍大臣（* 1885年）
- 1948年 - 木村兵太郎、日本陸軍大将、ビルマ方面軍司令官（* 1888年）
- 1948年 - 土肥原賢二、日本陸軍大将、奉天特務機関長（* 1883年）
- 1948年 - 武藤章、日本陸軍中将、陸軍省軍務局長（* 1892年）
- 1949年 - 鹿子木員信、哲学者、海軍軍人（* 1884年）
- 1952年 - エリ・ヘクシャー、経済学者（* 1879年）
- 1952年 - ヴァスィリー・エロシェンコ、エスペランティスト・作家（* 1890年）
- 1953年 - ラヴレンチー・ベリヤ、ソビエト連邦の秘密警察指導者（* 1899年）
- 1972年 - アンドレーイ・トゥーポレフ、飛行機技術者、ツポレフ創業者（* 1888年）
- 1973年 - ジェラルド・カイパー、天文学者（* 1905年）
- 1974年 - 高木市之助、国文学者（* 1888年）
- 1976年 - 大宮敏充、コメディアン（* 1913年）
- 1980年 - 樺俊雄、哲学者、社会学者（* 1904年）
- 1981年 - 浦松佐美太郎、ジャーナリスト、登山家（* 1901年）
- 1982年 - 菅波茂、自由民主党衆議院議員（* 1913年）
- 1984年 - 荒川秀俊、気象学者（* 1907年）
- 1987年 - 山本庸一、実業家、元雪印乳業社長（* 1909年）
- 1988年 - 福田幸弘、官僚、政治家（* 1924年）
- 1989年 - 北川謙次、政治家、元大阪府東大阪市長
- 1991年 - 村川堅太郎、歴史学者（* 1907年）
- 1992年 - エディ・ヘイゼル、ファンクギタリスト（ファンカデリック）（* 1950年）
- 1993年 - 小川省吾、政治家（* 1922年）
- 1994年 - セバスチャン・ショウ、俳優、映画監督、小説家、劇作家、詩人（* 1905年）
- 1994年 - 大宮悌二、声優、俳優（* 1928年）
- 1996年 - 和田隆夫、作詞家（* 1911年）
- 1996年 - 護雅夫、歴史学者（* 1921年）
- 1998年 - 中村俊男、銀行家、元三菱銀行頭取（* 1910年）
- 1999年 - 里木佐甫良、俳優（* 1912年）
- 1999年 - マルセル・ランドスキ、作曲家（* 1915年）
- 1999年 - ウォーリス・ディーステルマイヤー、フィギュアスケート選手（* 1926年）
- 1999年 - 中村政信、オートレーサー（* 1966年）
- 1999年 - 菊地陽子、アイドル歌手、女優（* 1967年）
- 2000年 - ヴィクター・ボーグ、コメディアン、ピアニスト（* 1909年）
- 2001年 - 北野隆興、実業家、元スタンレー電気社長（* 1921年）
- 2001年 - ジャック・マイヨール、フリーダイバー（* 1927年）
- 2002年 - 山田太郎、政治家（* 1918年）
- 2003年 - レイモンド・コンデ、ジャズ・クラリネット奏者、歌手（* 1916年）
- 2003年 - 巽悟朗、実業家、光世証券創業者（* 1935年）
- 2004年 - ナラシマ・ラオ、政治家、第10代インド首相（* 1921年）
- 2005年 - ケイ・スタマーズ、テニス選手（* 1914年）
- 2005年 - 姚文元、文化大革命期の四人組のひとり（* 1932年）
- 2006年 - 西塚十勝、調教師（* 1912年）
- 2006年 - チャーリー・ドレイク（英語版）、コメディアン、俳優、作家、歌手（* 1925年）
- 2006年 - 山﨑あつし、漫画家（* 1976年）
- 2007年 - 原茂、労働運動家、元日本炭鉱労働組合委員長（* 1920年）
- 2007年 - 藤井道夫、プロ野球選手（* 1922年）
- 2007年 - オスカー・ピーターソン、ジャズピアニスト、作曲家（* 1925年）
- 2008年 - 平田嘉三、西洋史学者、教育学者、広島大学名誉教授（* 1925年）
- 2008年 - 早乙女貢、小説家（* 1926年）
- 2008年 - 林亮勝、歴史学者（* 1927年）
- 2008年 - 一木豊、実業家、元テレビ東京社長（* 1934年）
- 2009年 - ンガプー・ンガワン・ジクメ、政治家（* 1910年）
- 2009年 - エドワード・スヒレベークス、ローマ・カトリック教会神学者（* 1914年）
- 2009年 - 黒田暲之助、実業家、元コクヨ社長（* 1916年）
- 2009年 - 小野崎博通、食品微生物学者、椙山女学園大学名誉教授（* 生年不詳）
- 2010年 - 西野稔、政治家、元長崎県福江市長（* 1921年）
- 2010年 - 渡部通子、政治家（* 1932年)
- 2011年 - 黒沢丈夫、日本海軍士官、操縦士、群馬県多野郡上野村村長（* 1913年）
- 2013年 - ミハイル・カラシニコフ、ロシア連邦（旧ソ連）の戦車長、銃器設計士（* 1919年）
- 2013年 - リッキー・ローソン、ドラマー、作曲家（* 1954年）
- 2015年 - 鈴木道明、作詞家、作曲家（* 1920年）
- 2015年 - 大須賀明、憲法学者、早稲田大学名誉教授（* 1934年）
- 2015年 - アルフレッド・ギルマン、科学者、ノーベル生理学・医学賞受賞者（* 1941年）
- 2016年 - ヴェスナ・ヴロヴィッチ、客室乗務員、JATユーゴスラビア航空機爆破事件生存者（* 1950年）
- 2016年 - ピアーズ・セラーズ、宇宙飛行士（* 1955年）
- 2017年 - 四ツ谷光子、政治家（* 1927年）
- 2017年 - 葉室麟、小説家（* 1951年）
- 2018年 - 大田堯、教育学者、東京大学名誉教授、都留文科大学名誉教授、日本子どもを守る会名誉会長（* 1918年）
- 2018年 - エリアス・スタイン、数学者、プリンストン大学教授（* 1931年）
- 2019年 - 丹羽義信、英語学者、名古屋大学名誉教授（* 1923年）
- 2019年 - 小島慶四郎、喜劇俳優（* 1931年）
- 2019年 - 北村肇、ジャーナリスト、編集者、元サンデー毎日・週刊金曜日編集長（* 1952年）
- 2019年 - ミステル・ニエブラ、プロレスラー、元CMLL世界ヘビー級王者（* 1973年）
- 2020年 - ジェイムズ・E・ガン 、SF作家、カンザス大学名誉教授（* 1923年）
- 2020年 - なかにし礼、小説家、作詞家 （* 1938年）
- 2020年 - レスリー・ウェスト 、ギタリスト、歌手（* 1945年）
- 2020年 - 井上泰治、映画監督、脚本家（* 1954年）
- 2020年 - フランキー・ランドール、プロボクサー（* 1961年）
- 2021年 - グレース・ミラベラ、雑誌編集者、元『ヴォーグ』編集長（* 1929年）
- 2021年 - ジョーン・ディディオン、小説家、エッセイスト（* 1934年）
- 2021年 - 斎藤偕子、演劇研究者、演劇評論家、慶應義塾大学名誉教授（* 1935年）
- 2021年 - クリス・ディッカーソン、ボディビルダー、ミスター・オリンピア優勝者（* 1939年）
- 2021年 - 外岡秀俊、ジャーナリスト、作家、元朝日新聞東京本社編集局長（* 1953年）
- 2022年 - 北博昭、政治史学者（* 1942年）
- 2022年 - 山口進、自然写真家、自然ジャーナリスト（* 1948年）
- 2022年 - フィリップ・ストレイフ、レーシングドライバー（* 1955年）
- 2022年 - 綿貫勝介、実業家、神職、元トナミホールディングス社長（* 1959年）
- 2022年 - なかやまて由希、歌手（* 1960年）
- 2023年 - 竹入義勝、政治家（* 1926年）
- 2023年 - 瞳ショージ、お笑い芸人、歌謡漫談家（* 1942年）
- 2023年 - 辻本章次、プロボクサー（* 1948年）
- 2024年 - グエン・クエット、革命家、軍人、政治家、ベトナム人民軍大将（* 1922年）
- 2024年 - 米本恭三、医学者、東京慈恵会医科大学名誉教授、東京都立大学名誉教授、元東京都立保健科学大学学長（* 1932年）
- 2024年 - ブライアン・フリーマントル、作家（* 1936年）
- 2024年 - 森田拳次、漫画家（* 1939年）
- 2024年 - デシ・ボーターセ、軍人、政治家、元スリナム国軍総司令官、第9代スリナム大統領（* 1945年）

## 記念日・年中行事
- (旧)天皇誕生日（ 日本、旧：天長節、1989年<平成元年> - 2018年<平成30年>）→上皇誕生日（ 日本、2019年<令和元年> - ）
上皇明仁（1933年<昭和8年>生まれ、第125代天皇）の誕生日を祝うための国民の祝日だった。皇太子徳仁親王への皇位継承に伴い、2019年以降は改正祝日法に基づき、この日が天皇誕生日の祝日に該当しなくなったため、完全に平日となっている。[5]

※なお新天皇誕生日は、2020年（令和2年）より「2月23日」に移行。
- 東京タワー完成の日（ 日本）
1958年、東京都港区芝公園に東京タワーが完成し、完工式が行われた。
- テレホンカードの日（ 日本）
NTTが制定。1982年に開発された硬貨の代わりとしてプリペイドカード使用の公衆電話機が使用開始された日にちなんでいる。